# Mastspur

Arbeitsweise der Mastspur (schematisch)
1. Achterstag
2. Vorstag
3. Mast
3.1. derzeitige Position
3.2. mögliche neue Position
4. Haltebolzen
5. Mastspur-Beschlag

Die Mastspur ist bei Segelschiffen eine Halterung für den Mastfuß, die sein Verschieben in Schiffslängsrichtung und so eine Änderung des Riggtrimms ermöglicht. Wird der Mastfuß verschoben, ändert sich der Mastfall (die Mastneigung), wenn die Längen von Vor- und Achterstag nicht geändert werden.
Früher war die Mastspur in der Regel einfach eine Auskerbung im Kielschwein, die den Mastfuß seitlich führte, heute kommen je nach Konstruktion des Schiffs spezielle Beschläge zur Anwendung.
- Bei Jollen und anderen offenen Booten (Wikingerschiff) findet sich die Mastspur auf dem Kielschwein
- Bei geschlossenen Yachten findet sich die Mastspur auf dem für die Aufnahme der Belastung verstärkten Schiffsdeck. Die Position des Mastes entlang der Spur lässt sich allerdings nur bei ausgeprägt sportlich konzeptionierten Yachten noch tatsächlich variieren.